# Danh sách nhân vật trong Rurouni Kenshin
Trang này liệt kê các nhân vật của anime và manga Rurouni Kenshin/Samurai X và các địch thủ của Kenshin trong seri.

## Nhân vật chính
- Himura Kenshin (Kenshin Himura)
- Kamiya Kaoru (Kaoru Kamiya)
- Sagara Sanosuke (Sanosuke Sagara)
- Myojin Yahiko (Yahiko Myojin)
- Takani Megumi (Megumi Takani)
- Makimachi Misao (Misao Makimachi)

## Các bạn của Himura Kenshin
Những người Kenshin đã từng là bạn khi ở Tokyo hay ở nơi khác.

### Tsukayama Yutaro
- Lồng tiếng Nhật: Tanaka Mayumi
- Lồng tiếng Anh: Michael Lindsay
- Lồng tiếng Tây Ban Nha: Camilo Rodríguez (Mỹ Latinh)

Con trai giàu có của một samurai, người không muốn gì hơn là học được kiếm thuật. Trong anime, cậu muốn trở nên mạnh hơn cha mình. Cậu học cơ bản của Kamiya Kasshin Ryū từ Kamiya Kaoru và trở thành địch thủ của Myojin Yahiko, nhưng sau đó trở về với người mà cậu tin là sư phụ thực sự của mình, Raijuta. Sau khi Raijūta làm bị thương cậu tới mức mà cậu không thể sử dụng tay phải được nữa, cậu đi Đức nơi có nhiều tiến bộ y học hơn.
Trong manga, Yutaro là con trai của một thương nhân giàu có (người đã từng phục vụ như một samurai), và không muốn gì hơn là học được kiếm thuật. Cậu lần đấu xuất hiện ở tập 5, chương 34, như là một người thư đồng của Raijuta. Chuyện cũng kết thúc với việc Yutaro đi Đức để trị thương. Vào cuối bộ manga, một bảng báo ở đạo tràng Kamiya Kasshin Ryu cho thấy Yutaro đã trở về và là một trợ giảng cùng với Yahiko. Trong Yahiko no Sakabato, đáng chú ý rằng Yutaro hơi giống một kẻ ăn chơi.

### Tsukioka Tsunan
- Lồng tiếng Nhật: Yanaka Hiroshi
- Lồng tiếng Anh: Kim Strauss

Tên thật là Katsuhiro, anh là người sống sót của Sekihōtai sau khi nó bị chính phủ giải tán. Được Sanosuke goiị là Katsu, Tsunan trở thành một thợ khắc bản in sau cuộc Minh Trị duy tân. Anh là một chuyên gia thuốc súng và vũ khí nóng, và định sử dụng điều đó để chống lại chính phủ Minh Trị. Khi anh và Sano cố lao vào một kết hoạch khủng bố chống chính phủ, họ bị Kenshn chặn đứng. Kể từ đó, Katsu chôn chặt những quả bom và trở thành một nhà báo cho tờ báo của chính mình (trong manga Kenshin là người đã chôn số bom của Katsu). Tiếp theo đó trong seri anime, anh trở thành một nguồn tin giá trị cho Kenshin và Sanosuke. Tuy vậy, anh vẫn làm bom một mình như là một thú vui-anh có vài quả để đưa cho Sanosuke trước khi theo Kenshin đến Kyoto.

### Hiko Seijuro (Niitsu Kakunoshin)
- Lồng tiếng Nhật: Ikeda Shuichi
- Lông tiếng Anh: Richard Epcar
- Lồng tiếng Tây Ban Nha: Bayardo Ardila

### Himura Kenji
- Lồng tiếng Nhật: Kaida Yuki
- Lồng tiếng Anh: Joey Hood

### Sagara Sozo
- Lồng tiếng Nhật: Kikuchi Hidehiro
- Lồng tiếng Anh: Steve Staley

Dựa trên đội trưởng thực sự, Sagara Sozo (1839 - 1868) thủ lĩnh của đơn vị số 1 của Sekihotai. Sanosuke rất ngưỡng mộ anh; đối với Sanosuke anh là hình mẫu lý tưởng. Ông bị chính phủ Minh Trị sát hại trong cuộc thanh trừng Sekihōtai, dẫn đến sự cay đắng của Sanosuke sau đó. Đầu ông được đặt trên một cái đĩa phẳng và nằm trong một cái lồng để mọi người đều có thể nhìn thấy, nó vẫn ám ảnh Sano cho đến ngày nay. Sau khi ông qua đời, Sano lấy họ của ông và đổi tên thành Sagara Sanosuke.

### Sekihara Tae
- Lồng tiếng Nhật: Shimamoto Sumi
- Lồng tiếng Anh: Michelle Ruff

Người quản lý khoảng 20 tuổi của quán lẩu bò Akabeko. Cô có một người chị em sinh đôi tên là Sae quản lý một nhà hàng tương tự tên là Shirōbeko ở Kyoto. Sanosuke cũng nợ cô một khoản khá lớn. Trong anime, và đôi chút trong manga, cô cố để thúc đẩy mối quan hệ giữa Kenshin và Kaoru vì dường như đối với cô nó chẳng đi đến đâu hết.
Kiểu tóc của Tae là của một thiết kế nhân vật ban đầu nhưng sau đó bị loại ra của Kenshin và tính cách của cô là từ tính cách của Megumi trong truyện lẻ Rurouni đầu tiên.

### Sanjo Tsubame
- Lồng tiếng Nhật: Shiratori Yuri
- Lồng tiếng Anh: Michelle Ruff
- Lồng tiếng Tây Ban Nha: Jenny Bituin

Cô hầu bàn trong nhà hàng của Tae, sau là người yêu của Yahiko. Cô được cậu cứu khỏi những tên ronin mà gia đình cô đã từng phục cụ vì cậu đã chặn đứng âm mưu cướp tiệm Akabeko. Cô rất hay xấu hổ và nói năng nhẹ nhàng. Khi Kenshin bước vào địa ngục trần gian sau cái chết của Kamiya Kaoru về tay Yukishiro Enishi, Tsubame cầu xin Kenshin giúp đỡ Yahiko đánh lại một trong những người đồng hành của Enishi và đưa Kenshin trở lại cuộc sống. Sau đó cô và Yahiko có một đứa con.
Trong Seisōhen/Reflection, khán giả thấy rằng Tsubame và Yahiko đã thành đôi và Watsuki đã đề cập đến con trai của Tsubame và Yahiko là 'Shinya' vì thế rõ ràng là họ đã thành đôi theo mạch truyện.

### Bác sĩ Oguni Gensai
- Lồng tiếng Nhật: Shioya Yoku
- Lồng tiếng Anh: Steve Kramer
- Lồng tiếng Tây Ban Nha: Gustavo Adolfo Restrepo

Một bác sĩ già đáng kính và một người bạn của đạo tràng Kamiya, ông thường chữa trị hay đưa ra những lời khuyên ở đầu seri. Trong TV show, ông là ông nội của hai bé gái xinh xắn (Ayame và Suzume). Sau khi cả nhóm gặp gỡ Takani Megumi, ông cho cô thực tập và để cô quản lý phòng khám khi đi du lịch hay ra ngoài tìm thảo mộc.

### Ayame
- Lồng tiếng Nhật: Yuasa Kaori
- Lồng tiếng Anh: Stevie Bloch
- Lồng tiếng Tây Ban Nha: Nancy Cardozo

Không xuất hiện trong manga. Ayame là chị cả trong 2 chị em. Giống nhiều đứa trẻ khác trong làng, cô bé thích chơi với Kenshin.

### Suzume
- Lồng tiếng Nhật: Namiki Noriko
- Lồng tiếng Anh: Mona Marshall
- Lồng tiếng Tây Ban Nha: Claudia Chavarro

Không xuất hiện trong manga. Đứa cháu gái út của bác sĩ Gensai. Cô và cô chị gái, cùng với những đứa trẻ khác trong làng, thích chơi với Kenshin. Tất cả những lời thoại của cô đều là nhắc lại điều Ayame hay ai đó vừa mới nói.

### Đội trưởng Uramura
- Lồng tiếng Nhật: Kameyama Sukekiyo

Đội trưởng cảnh sát địa phương, ông là người bạn tốt của Kenshin và thường báo cho anh những sự lộn xộn ở địa phương. Trong phần Jinchū, tư gia của Uramura cùng với đạo tràng Maegawa và nhà hàng Akabeko như là một phần kế hoạch của Yukishiro Enishi tấn công những địa điểm quan trọng nhất ở Tokyo với Kenshin; may mắn thay Uramura và gia đình đã được Kenshin cứu sống. Biết ơn Kenshin, ông cố ý chỉ sai hướng truy đuổi của cảnh sát khi họ cố bắt giữ Sanosuke vào cuối bộ manga. Ông không được đặt tên cho đến phần Jinchū; trong anime ông được gọi đơn giản là "sếp" bởi Yamagata Aritomo. Cái tên "Uramura" bắt nguồn từ quận Uramura nay là Nagaoka.

### Oibore
Một ông lão tốt bụng và thân thiện luôn lang thang từ nơi này đến nơi khác và sống ở fallen village khi ông chọn sống ở một nơi nào đó một thời gian. Khi Kenshin rơi xuống vực sâu thất vọng sau khi không thể bỏa vệ được Kamiya Kaoru và để cô bị giết, Oibore nhẹ nhàng thuyết phục Kenshin (một phần là do dùng nước hoa hakubaiko) tìm thấy mục đích của mình để đứng lên một lần nữa hơn là nghe theo những người bạn nói với anh nên báo thù cho Kaoru, có thể có ý nghĩa tốt nhưng thiếu sự thấu suốt để nhận ra sự xung đột trong lòng Kenshin.
Ông hóa ra là cha của Yukishiro Tomoe và Enishi. Ông nhận thức được rằng Tomoe đã chết và mối quan hệ của Kenshin với cô. Lần cuối thấy ông là với một Enishi sụp đổ ở fallen village tại Tokyo; cha và con nhân ra rằng 2 người dường như quen nhau, mặc dù Enishi không nhận ra sự giống nhau với ông lão trong khi sự hiểu biết của Oibore về sự liên hệ với chàng trai trẻ vẫn còn mơ hồ.

## Oniwabanshu
Oniwanbanshu là những người bảo vệ lâu đài Edo Castle trong thời Edo. Trong Rurouni Kenshin, họ bao gồm những thành viên sau: Shinomori Aoshi, Hannya, Shikijo, Hyottoko, Beshimi, Makimachi Misao, Okina, và rất nhiều cựu thành viên của Oniwanbanshu.

### Shinomori Aoshi
- Lồng tiếng Nhật: Yasuhara Yoshito
- Lồng tiếng Anh: Terrence Stone
- Lồng tiếng Tây Ban Nha: Antonio Puentes

### Makimachi Misao
- Lồng tiếng Nhật: Tomo Sakurai
- Lồng tiếng Anh: Philece Sampler
- Lồng tiếng Tây Ban Nha: Nancy Cardozo

### Kashiwazaki Nenji (Okina)
- Lồng tiếng Nhật: Kitamura Koichi
- Lồng tiếng Anh: Michael McConnohie
- Lồng tiếng Tây Ban Nha: Gustavo Adolfo Restrepo

Okina là một võ sĩ mạnh mẽ và một nhà chiến lược tài năng. Ông được cho là người ngang cơ với cựu thủ lĩnh của Oniwabanshū trong chiến đấu. Okina có thể trở thành người thủ lĩnh kể tiếp nhưng từ chối vị trí này, nói rằng đây là thời của lớp trẻ và đề cử Aoshi trở thành thủ lĩnh tiếp theo. Ông sau đó làm một điệp viên ở Kyoto để thu thập tin tức. Khi nghỉ hưu, ông không chiến đấu nữa (mặc dù ông đã đánh với Aoshi) và giờ sống an bình ở Kyoto tại Aoiya, trụ sở chi nhánh của Oniwabanshu (nay là một khách sạn), nơi ông nuôi dạy Misao. Mặc dù đã cao tuổi, Okina vẫn sở hữu một trí óc nhanh nhạy và biết tất cả những hoạt động trong ngoài Kyoto vì mạng lưới điệp báo cũ của Oniwabanshu vẫn hoạt động. Ống sử dụng mạng lưới này để giúp Kenshin tìm Arai Seikuu và Hiko Seijuro. Okina thích uống rượu và ... những cô gái đẹp.

### Han'nya
- Lồng tiếng Nhật: Nojima Akio
- Lồng tiếng Anh: Tom Wyner

Han'nya là môn đệ của Aoshi. Làng nơi anh sinh ra rất nghèo, vì vậy anh bị bỏ rơi sau khi sinh để giảm số miệng ăn. Han'nya vẫn sống sót, nhưng anh không thể trở về làng vì thế anh lang thang như một con thú cho đến khi Aoshi tìm thấy và sắp xếp cho anh một vị trí ở Oniwabanshu.
Han'nya là bậc thầy về cải trang trong nhóm, một khả năng anh có được sau khi cắt bỏ tất cả các bộ phận nổi trên mặt (môi, mũi, xương gò má và tai), đó là lý do tại sao anh mang một chiếc mặt nạ quỷ.
Vì Aoshi đã cho anh mục đích sống ở Oniwabanshu và là người duy nhất không quan tâm đến bộ mặt khủng khiếp và đào tạo anh không chút khinh ghét, anh rất trung thành với Aoshi, sẵn sàng chết vì anh như đã được chứng minh ở cuối phần Kanryu, dùng tính mạng của mình để giúp Kenshin có thời gian nhặt thanh sakabatō lên để đánh gục Kanryu và cứu Aoshi.
Han'nya luôn luôn là người săn sóc Misao trong phần Kyoto, hồn ma của anh xuất hiện trước mặt Misao trong trận chiến của cô với Kamatari để nhắc nhở cô.
Phong cách chiến đấu của Han'nya trước hết phát triển từ sự rèn luyện từ Aoshi. Tuy vậy, anh thêm vào một chút bằng cách sơn vào cánh tay mình những sọc vằn nằm ngang, cho cảm giác rằng nó ngắn hơn so với thực tế, do vậy lừa địch thủ đánh giá sai sự ly của cú ra đòn. Kenshin phá được chiến thuật này bằng cách sử dụng thanh sakabato như một cái thước đo chiều dài, cho phép anh nhìn thấu được ảo giác quang học này. Dựa trên Yamazaki Susumu, một trong những điệp viên của Shinsengumi.
Tác giả, Watsuki, muốn anh đeo một chiếc mặt nạ cao su, nhưng vì khó có thể thể hiện được chất liệu cao su bằng mực, ông bỏ đi và làm chiếc mặt nạ quỷ. Ông cũng nghĩ đến việc làm mặt thật của Han'nya, nhưng ông từ bỏ ý tưởng đó vì nó làm xấu đi bộ shounen manga.

### Hyottoko
- Lồng tiếng Nhật: Iizuka Shozo
- Lồng tiếng Anh: Bob Papenbrook

Hyottoko là một trong những thành việc của Oniwabanshu quyết định đi theo Aoshi khi anh để Okina chăm sóc Misao. Cái bụng lớn của anh làm anh gần như trơ ra với những cú tấn công vật lý trực tiếp.
Hyottoko chủ yếu thổi lửa vào địch thủ, nhờ vào một túi dầu lớn mà anh trữ trong dạ dày và một cái vòi anh để trong mồm. Anh châm lửa bằng răng cửa mà anh thay bằng đá lửa.
Anh bị Kanryu sát hại, để bảo vệ Aoshi khỏi khẩu súng máy.

### Shikijo
- Lồng tiếng Nhật: Nakata Kazuhiro
- Lồng tiếng Anh: Dean Elliot

Là một thành viên của Oniwabanshu. Shikijo là người lính của phe Satsuma cho đến khi anh bị Aoshi đánh bại (những vết sẹo trên mình Shikijo là do giao chiến với Aoshi), sau đó được Aoshi cho cơ hội gia nhập Oniwabanshu và tăng sức mạnh nhờ phương pháp huấn luyện và "thuốc" của Oniwabanshu. Anh chủ yếu là dùng tay không và anh cũng dùng một quả cầu lớn với dây xích. Anh đánh với Sano tại dinh thự của Kanryū và bị đánh bại. Anh là người đầu tiên hy sinh bởi Kanryu, bảo vệ Aoshi khỏi khẩu súng máy.

### Beshimi
- Lồng tiếng Nhật: Matsuno Taiki
- Lồng tiến Anh: Derek Stephen Prince

Người nhỏ bé nhất trong Oniwabanshu, Beshimi sử dụng tốc độ của mình để bù cho sức mạnh. Vũ khí ưa thích của anh là phi tiêu, với thứ này anh đã làm Yahiko trúng độc, và sau đó là tọng vào họng khẩu súng máy của Kanryu. Anh bị bắn hạ bởi Kanryu ngay sau đó để giúp Kenshin tiêu diệt hắn.

## Đối thủ của Kenshin

### Udo Jin-e (Kurogasa)
- Lồng tiếng Nhật: Otsuka Akio
- Lồng tiếng Anh: Dave Mallow

Jin-e là một hitokiri (sát thủ) vào cuối thời Mạc phủ Tokugawa như Kenshin. Hắn là một người đặc biệt khát máu, và thường thông báo trước cho nạn nhân của mình về cái chết sắp đến của họ. Hắn sau đó giết họ đúng vào thời gian đã định bất kể họ đã chuẩn bị đề phòng như thế nào. Jin-e từng là một thành viên của Shinsengumi nhưng tổ chức đã cố tiêu diệt tên này vì sự khát máu vô độ của hắn. Hắn sau đó đã giết sát thủ và chạy sang Ishin Shishi nơi mà hắn tiếp tục giết người như một hitokiri cho đến cuối thời Bakumatsu. Vào buổi đầu thời Minh Trị, hắn lấy hiệu là Kurogasa và trở thành một kẻ giết người hàng loạt, mục tiêu chính của hắn là những cựu thành viên Ishin Shishi nay làm việc trong chính phủ. Hắn đã giết người được 10 năm cho đến khi hắn bắt gặp Kenshin. Trong phần Kyoto mới sáng tỏ rằng hắn làm việc cho một tổ chức ám sát được một thư ký của chính phủ Minh Trị giật dây. Thế kiếm của Jin-e là Nikaido Heiho và hắn làm chủ được kỹ thuật tên là Shin no Ippo, với nó hắn sử dụng ki của mình để làm người ta bất động chỉ với một cáo liếc mắt. Hắn cũng có thể dùng nó để xuất chiêu Hyoki no Jutsu, theo đó hắn thôi miên ai đó để lấy đi sức mạnh cao độ của họ. Jin-e chờ đợi để chiến đấu và giết được Kenshin vì hắn muốn đánh với Hitokiri Battosai trong một trận tử chiến khắc nghiệt; hắn thậm chí bắt cóc Kaoru để ép Kenshin trở lại "dạng" Battosai của mình. Trong trận chiến, Kenshin cuối cùng trở lại là Battosai và thề là sẽ lấy đầu Jin-e khi hắn làm tê liệt phổi của Kaoru. Kenshin dùng Battojutsu Soryusen để đánh bại Jin-e, làm gãy tay phải của hắn, và sắp sửa giết hắn khi Kaoru vượt qua được Shin no Ippō và chặn anh lại. Sau đó Jin-e tự sát để bảo vệ cho nhà chính trị đã sai phái việc ám sát này (hắn cũng nói rằng cuộc đời sẽ trở nên buồn chán với cái tay gãy của hắn). Khi Jin-e chết hắn nói với Kenshin rằng hắn sẽ quan sát từ địa ngục để xem kẻ lang thang kia có thể giữ được lời thề không sát sinh trong bao lâu.
Mặc dù Jin-e đóng một phần nhỏ trong phần Tokyo, hắn là kẻ thù đầu tiên ép được Kenshin trở lại tính cách Battosai. Sau đó trong phần Kyoto, Jin'eh được đề cập đến vài lần trong sự đấu tranh quyết định giữa hai bản ngã một người lang thang và một Battousai. Ví dụ, trong trang 57/chương 31, khi Kaoru nói với Kenshin "... cho dù anh có gần là một Battousai thế nào đi chăng nữa, anh vẫn là Kenshin! Lúc với Saito cũng như lần với Jin'eh!" và Kenshin đáp lời "...Với Jin'eh, Anh lại là Battousai để cứu em, và tiếng em đã mang anh quay trở lại. Nhưng với Saito, anh trở thành Battousai chỉ vì cuộc đọ kiếm".
Thiết kế của hắn dựa trên Gambit trong truyện X-Men.

### Takeda Kanryu
- Lồng tiếng Nhật: Hida Nobuo
- Lồng tiếng Anh: John Snyder

Một nhà tư bản công nghiệp xảo quyệt lúc nào cũng chỉ nghĩ đến tiền khởi nghiệp bằng việc kinh doanh thuốc phiện ở Tokyo và éps Takani Megumi phải làm thuốc sau cái chết của người pha chế thuốc trước của hắn. Thuốc phiện này mạnh hơn, thu hồi vốn nhanh nên gọi là "Mạng nhện". Mục đích của việc kinh doanh thuốc phiện của hắn là để có đủ lãi để nhập khẩu các vũ khí hiện đại của phương Tây như súng máy và bán trúng như một tay buôn vũ khí. Hắn xây tư dinh của mình ở Tokyo, cùng với Oniwabanshū khét tiếng. Hắn nghĩ hắn đã kiểm soát được Oniwabanshū nhưng khi Himura Kenshin xuất hiện ở dinh thự để giải cứu Megumi, hắn thấy mình không còn ra lệnh được cho Shinomori Aoshi nữa. He phải sử dụng đến khẩu súng máy để giết kẻ thù của mình trong tư dinh bao gồm cả Aoshi. Hắn đã giết được 4 Oniwabanshū khi họ bảo vệ Aoshi bằng cách tự sát. Tuy vậy, trong lần cuối cùng, nhóm này đã làm kẹt khẩu súng bằng cách tọng vào một phi tiêu của Beshimi (trong anime; trong manga, việc giết các Oniwabanshu làm hắn hết đạn) sau đó Kenshin trả lại cho hắn một cú trời giáng làm hắn bất tỉnh và bị cảnh sát bắt giữ. Takeda Kanryū hơi dựa trên đội trưởng thứ năm của Shinsengumi là Takeda Kanryusai. Vì Takeda Kanrūysai bị đồn là người đồng tính, Nobuhiro Watsuki chú thích rằng ông định để cho Takeda Kanryū là người đồng tính, nhưng từ bỏ ý tưởng đó vì nó sẽ không thêm giá trị gì cho câu chuyện.

### Isurugi Raijuta
- Lồng tiếng Nhật: Obayashi Ryunosuke
- Lồng tiếng Anh: Richard Epcar

Lãnh đạo của tổ chức Kỵ sĩ Shinkoryu. Tính cách và môtíp của Raijūta khác nhau trong manga và anime. Trong anime hắn muốn thiết lập một "đế chế" trong các kiếm sỹ Nhật Bản với một nhóm Samurai nổi loạn, bắt đầu ở nhà của Tsukuyama Yutaro ở tỉnh Izu bằng cách lợi dụng sự ngưỡng mộ của Yūtarō đối với mình như một lợi thế. Trong manga hắn không hài lòng với tình trạng hiện nay của kiếm thuật ở Nhật Bản Japan và dự định làm hồi sinh lại kiếm thuật cổ (kiếm thuật giết người) với tổ chức Shinkoryu của mình bằng cách chu du khắp Nhật Bản để đóng cửa các đạo tràng dùng kiếm tre bằng vũ lực, tập hợp những kiếm sỹ mạnh nhất mà hắn gặp trên đường đi. Hắn dùng tiền của gia đình Tsukuyama làm quỹ cho chiến dịch của mình. Mặc dù Raijūta xuất hiện nhue một đối thủ đáng gờm, tinh thông chiêu Shinkoryu Izuna, kỹ thuật Izuna chỉ để diễn và không có sức mạnh thực sự. Mặc dù nó làm cánh tay phải của Yūtarō bị thương nặng, hắn chỉ có thể làm trầy da Kenshin. Trong manga, bất chấp những lời nói của hắn về sát thủ kiếm, hóa ra rằng hắn chưa bao giờ tự tay giết người. 2 trong số những chiêu của Raijūta xuất hiện trong chuyện. Đầu tiên là Matoi Izuna (Bao bọc Izuna), đánh thẳng dọc theo mặt đất, giống với chiêu DoryuSen của Kenshin. Thứ 2 là Tobi Izuna (Izuna bay), theo đó thanh kiếm tạo nên một khoảng chân không, hướng thẳng đến mục tiêu. Nó khá là vô hiệu, bất chấp hắn đã khẳng định rằng đó là "kỹ thuật giết người siêu đẳng". Trong anime hắn bị Kenshin đánh bại sau khi những người của hắn và cảnh sát bắt đầu giao chiến. Trong manga Kenshin đánh bại hắn nhưng cũng tiêu diệt luôn sự tự tin của một kiếm sỹ trong con người hắn và kết quả là hắn không bao giờ có thể cầm kiếm lên nữa.
Cũng nên chú ý rằng đây là nhân vật "đại trượng phu" đầu tiên của Watsuki trừ Shikijo, và hình như là nhân vật mà ông ghét nhất.

### Saitō Hajime(Fujita Goro)
- Lồng tiếng Nhật: Suzuoki Hirotaka
- Lồng tiếng Anh: Kirk Thornton
- Lồng tiếng Tây Ban Nha: Armando Duque

Cựu lãnh đạo đội 3 của Shinsengumi, một đội cảnh sát đặc biệt ở Kyoto trong giai đoạn Bakumatsu chiến đấu chống lại Ishin Shishi, giờ là một cảnh sát làm việc cho chính phủ Minh Trị. Đặc biệt mạnh mẽ và nguy hiểm, anh là một kẻ thù lâu dài của Kenshin. Anh có dính líu tới sự kiện Ikedaya, và mặc dù anh và Shinsengumi đã ngăn chặn được vụ hỏa thiêu Kyōto, rút cục, lực lượng bảo vệ shogun không thể đánh bại được Ishin Shishi. Anh không có sự khoan nhượng và trắc ẩn với kẻ thủ. Anh sống bằng khẩu hiệu của Shinsengumi "Aku Soku Zan" (悪即斬) (Ác Tức Trảm). Anh tin vào hòa bình và trật tự, thậm chí trong xã hội thiết lập bởi kẻ thù của mình, mặc dù quân của shogun đã thua quân phản shogun, triết lý dẫn dắt cho anh không thay đổi. Bất cứ ai anh coi là sự đe dọa đến hòa bình là mục tiêu loại trừ, và đó là cách của một điệp vụ là sự hủy diệt đối với các phần tử chính trị tha hóa ở Nhật Bản.
Anh coi Sanosuke là một tên amateur ít tiềm năng, phần lớn là do sự thiếu sâu sắc của Sanosuke. Saito là một chiến binh cừ khôi, anh có tài quan sát và khả năng phân tích nhanh nhạy (anh thực chất làm việc cho chính phủ như một điệp viên). Anh cũng cưới một phụ nữ tên là Tokio, nhưng cô chưa bao giờ xuất hiện.
Anh dễ nhận ra bởi đôi mắt hẹp, sợi tóc nghều ngào trước trán (anh cũng thường được nói rằng giống với một con sói), thói quen hút thuốc và cách cầm kiếm về bên trái.
Saito tinh thông vài chiêu trong "Shinsengumi-Kenzyutu." Mặc dù kĩ thuật Gatotsu được miêu tả giống với kỹ thuật mà Saitō Hajime thật đã dùng, nhưng nó thực chất chỉ là hư cấu. Tuy vậy chiêu "Hirazuki" (đâm bằng tay trái) trong Gatotsu của Saitō là dựa trên kỹ năng chiến đấu thật của Shinsengumi, và một điểm ở trong anime, Saito giới thiệu rằng Hijikata Toshizo, phó thủ lĩnh của Shinsengumi, đã đề ra nguyên tắc chiến thuiật và phát triển kỹ thuậ của anh.
- Gatotsu. 4 chiêu tiêu chuẩn:
  - Ishiki – Thế thứ nhất
Đòn tấn công tiêu chuẩn, tầm vai. Anh chuẩn bị bằng cách khom người, 2 gối chùng, tay trái thu về sau và tay phải duỗi ra trước, anh nắm lấy kashira (đốc kiếm) bằng tay trái và để những ngón tay phải (thường là ngón tay cái) gần mũi kiếm. Khi đòn tấn công diễn ra, anh tấn công kẻ địch bằng một tốc độ xuất thần và đột ngột (thường làm tê cứng mục tiêu), điển hình là nhắm vào cằm, vai, cổ hay đầu. Vì anh cầm vào đốc kiếm bằng gan bàn tay, thay vì cầm vào chuôi kiếm, tầm đâm của anh lớn hơn của một cú đâm thường. Dường như tốc độ tấn công tăng thêm động lượng cho cú tấn công vốn đã rất mạnh.
  - Nishiki – Thế thứ hai
Cú tấn công hướng xuống. Thế ban đầu khác với Ishiki ở điểm Saitō giũ kiếm cao quá đầu; mục tiêu của cú đâm Nishiki cũng hẹp hơn. Lưu ý rằng thế nàu không cần thiết phải hạn chế trên mặt đất. Trong trận chiến với Shishio (chỉ trong anime), Saitō sử dụng cú nhảy như một cú tấn công không đối đất.
  - Sanshiki – Thế thứ 3
Cú tấn công hướng lên. Chuẩn bị tương tự như Ishiki, anh dùng nó để chặn đứng những đối thủ tấn công từ phía trên, nhắm thanh kiếm lên trên không thay vì ngay lập tức về phía trước. Saitō sử dụng thế này trong trận chiến với Kenshin (manga và anime) và Shishio (chỉ trong anime).
  - Zeroshiki – Thế số 4
Con bài tẩy của Saito, thứ mà anh nói dùng cho trận đấu cuối với Kenshin. Một cú tấn công thẳng dùng toàn bộ sức mạnh của phần thân trên. Thế này, không giống 3 thế đầu, không yêu cầu sự chuẩn bị hay thế tấn trước. Đó là một cú tấn công vô cùng mạnh, như được mô tả trong cuộc đấu của Saito với Usui (trong manga, Usui bị chém làm đôi bởi lực của Zeroshiki; trong anime, hắn chỉ bị dính chặt vào tường). Shishio Makoto là người duy nhất được biết là đã cản được cú đánh này.

Kiếm thuật của Saito được coi là sát thủ, vì Gatotsu chỉ có một vài điểm mù để mạo hiểm. Bất chấp sự thiếu linh động ở việc chỉ sử dụng một đòn liên tục, nó có rất nhiều ứng dụng hữu ích. Nếu địch thủ có thể tránh được chiêu Ishiki ban đầu bằng cách tránh sang bên, Saito có thể nhanh chóng sửa lại vị trí của mình và chém ngang đối thủ. Nếu đối thủ cúi xuống để tránh, anh sẽ tung cú đá hoặc một cú thúc gối vào mặt như một biện pháp đối phó. Một cú nhảy tránh sẽ gặp phải Sanshiki. Anh cũng là một người giỏi cận chiến và có thể tóm lấy địch thủ hay lùi lại để chiến đấu tay không. Thế của Gatotsu có thể sử dụng thậm chí với tay không.
Saitō Hajime (1844-1915) là một nhân vật lịch sử có thật trong thời đại này, và rất nhiều chi tiết của nhân vật hư cấu là dựa trên thực tế.

## Bè cánh Shishio Makoto

#### Komagata Yumi
- Lồng tiếng Nhật: Irie Kanako
- Lồng tiếng Anh: Wendee Lee
- Lồng tiếng Tây Ban Nha: Klaudia Kotte (Mỹ Latinh)

Komagata Yumi là một oiran, một gái điếm hạng sang (trong số các gái điếm ở Yoshiwara, trước đây là akasen. Vì điều đó, cô ấy xinh đẹp, thông minh, có phẩm cách, có giáo dục và được nuôi dưỡng trong nhung lụa. Cô cũng luôn thích thú với các vấn đề và sự kiện ở Nhật Bản, và trở nên chán ghét cách nhìn của chính phủ Nhật về gái điếm (theo đó chính phủ thì không hơn gì bò hay ngựa). Cô yêu Makoto Shishio với một tình yêu mãnh liệt và cũng được hắn đáp lại. Vì vậy, cô tham gia vào âm mưu lật đổ chính phủ Minh Trị của Shishio. Cô ngay lập tức lãnh vai trò chăm sóc y tế cho Shishio.
Không đếm xỉa đến sự xảo quyệt của Shishio, Yumi cảm thấy yêu hắn là chính đáng (Cho bóng gió rằng cô chỉ tìm thấy hạnh phúc thực sự khi gặp Shishio). Cô cũng trở thành bạn thân và người chị thay thế của Sojiro, người mà Sojiro phó thác bí mật đằng sau chiêu kiếm của Kenshin. Cô cũng hơi là "đối thủ" với Kamatari, người cũng yêu Shishio và sẵn sàng chiến đấu vì hắn, mặc dù đó dường như chỉ là một trò đùa.
Yumi chết khi cố bảo vệ Shishio khi cơ thể của hắn trở nên quá nóng khi chiến đấu với Kenshin. Sau khi cô ném mình vào giữa Kenshin và Shishio rồi thuyết phục 2 người hưu chiến, Shishio đâm xuyên thanh kiếm của mình qua cô, gây cho cô ra vết thương chết người và cũng làm bị thương Kenshin. Biết rằng mình đã hữu dụng cho Shishio trong trận chiến quan trọng nhất của hắn, cô chết hạnh phúc và thoát khỏi tâm trạng thất vọng vì không thể chiến đấu cạnh hắn như các thành viên khác của Juppongatana. Lời nói cuối cùng của cô là "Shishio-sama... xin hãy chiến thắng... và nếu anh phải xuống Địa ngục vì đó là số mệnh... Yumi sẽ đi trước để đợi ngài."
Khi Yumi nằm chết trong vòng tay của Shishio, Kenshin giận dữ buộc tội Shishio đã không quan tâm đến cô và sử dụng cô như công cụ chiến thắng, nhưng Shishio chỉ nói rằng anh không được phán xét ai trong 2 người họ vì họ hiểu nhau hơn bất kỳ ai và vẫn đứng cạnh Yumi khi cô qua đời.
Lần cuối cùng ta nhìn thấy Yumi là với Shishio ở Địa ngục, cùng tham gia kế hoạch lật đổ Diêm Vương với hắn và Hoji.

### Juppongatana
Juppongatana (10 tay kiếm) là một đội kiếm sĩ (phần lớn) hàng đầu hoạt động như một đội tấn công đặc biệt. Họ chiến đấu dưới quyền của Shishio Makoto chống lại chính phủ Minh Trị.

#### Seta Sojiro
- Lồng tiếng Nhật: Hidaka Noriko
- Lồng tiếng Anh: Tara Jayne (các tập đầu), Melissa Fahn (các tập sau)
- Lồng tiếng Tây Ban Nha: Raul Gutiérrez (Mỹ Latinh)

Khuôn mặt lúc nào cũng nở nụ cười Sōjirō và phong thái lịch thiệp bắt nguồn từ quá khứ bi kịch của anh. Một đứa con không hợp pháp, cha của Sōjirō để anh cho gia đình mình chăm sóc, những người luôn ngược đãi anh một cách tồi tệ. Anh được giao những việc vặt trong nhà như vác gạo và ra và vào nhà kho và mỗi khi anh vấp ngã thì lại bị gia đình lình đánh đạp tàn bạo. Sōjirō chống trả lại bằng cách luôn giữ khuôn mặt cười và chịu đựng mọi sự tra tấn. Sau khi họ đánh chán thì bỏ cậu bé lại.
Một đêm, cậu gặp Shishio, đang chạy trốn khỏi sự truy đuổi của cảnh sát. Sojiro đã thấy Shishio giết một sĩ quan cảnh sát và Shishio suýt nữa thì hắn đã giết cậu cho đến khi hắn chú ý rằng Sōjirō đang cười và tha cho cậu để đổi lấy thức ăn và băng y tế. Shishio dạy Sōjirō rằng chỉ có kẻ mạnh mới có thể sống; với trạng thái tâm lý đó, cùng với thanh kiếm mà Shishio đưa cho, Sōjirō tàn sát cả gia đình, những kẻ đã cố giết cậu vì nuôi dấu Shishio và buộc tội cậu đồng lõa với Shishio.
Sự thiếu cảm xúc thấy rõ của Sojiro, đơn giản, vô thức là với ý nghĩ, kẻ mạnh sẽ sống còn kẻ yếu phải chết, và khả năng của anh làm anh trở nên một đối thủ ghê gớm của Kenshin. Anh là người làm vỡ thanh sakabato đầu tiên của Kenshin trong một cuộc đấu ngắn ở làng Shingetsu.
Là bậc thầy về phái kiếm của chính mình Tenbu no Sai Niyoru Ken, kỹ năng của Sōjirō đã tạo ra biệt danh Tenken hay Thiên kiếm. Trong các trận đấu với Kenshin, anh cầm một thanh kiếm huyền thoại Nagasone Kotetsu và Kikuichi-monji. Chiêu Shukuchi sử dụng một tốc độ mạnh mẽ đến mức mà, đối với người quan sát, dường nhơ khoảng cách giữa 2 đối thủ được rút ngắn lại (do đó cái tên Shukuchi, có nghĩa là "rút ngắn đất").
Trong trận chiến với Kenshin, Sojiro liên tục khẳng định rằng mình chỉ di chuyển "3 bước dưới Shukuchi" hay "2 bước dưới shukuchi." Anh tin rằng không cần thiết phải sử dụng toàn bộ kỹ năng đối với một đối thủ không có sát khí như Kenshin. Trong khi di chuyển với tốc độ của Shukuchi, cái duy nhất có thể thấy là những bước chân của Sojiro xé toạc những tấm đệm tatami. Khi sử dụng Shukuchi thật sự, Sojiro hoàn toàn biến mất và không thể thấy được, thậm chí cả với Kenshin. Anh có thể tránh được Kuzu Ryu Sen.
Sojiro cũng thành thạo thế Battojutsu như Kenshin, bằng chứng là khi anh quyết định dùng thế tấn tương tự như của Kenshin, và khi anh chém gãy thanh sakabato đầu tiên của Kenshin.
Kết hợp Shukuchi thật sự với Battojutsu anh đã sáng tạo ra kỹ thuật tên là Shun Ten Satsu. Nó có tên như vậy vì tốc độ của cú tấn công nhanh đến mức đối thủ chết ngay lập tức. Theo Sojiro: "thậm chí không có một khoảnh khắc để đau đớn".
Sau khi cảm xúc của Sojiro xuất hiện, Kenshin quyết định dùng Amakakeru Ryuu no Hirameki để chống lại Shun Ten Satsu. Tốc độ rút kiếm của Shun Ten Satsu cộng thêm siêu tốc độ của Shukuchi nhanh hơn sự kết hợp của tốc độ di chuyển của Kenshin cộng thêm tốc độ rút kiếm của Amakakeru Ryuu no Hirameki. Vì Amakakeru Ryuu no Hirameki (Hiten Mitsurugi Ryuu ougi) của Kenshin mạnh hơn Shun Ten Satsu, Sojiro cuối cùng thất bại, nhưng đã tìm ra được cái gọi là bản chất của tuyệt chiêu và nói với Yumi khi cô chăm sóc vết thương cho anh (Trong anime, tốc độ của 2 chiêu tấn công là như nhau).
Sojiro và Anji nói chuyện với nhau lần cuối trước khi Sōjirō đi lãng du để tìm sự thật cho chính mình. Cho nói với Kenshin rằng hắn tin Sōjirō sẽ không bao giờ bị cảnh sát bắt.

#### Uonuma Usui
- Lồng tiếng Nhật: Ryuzanji Sho
- Lồng tiếng Anh: Jamieson Price

Usui, Kiếm sỹ mù, từng là một kiếm sĩ đầu quân cho Mạc phủ. Tuy nhiên, trong trận chiến với Shishio Makoto, hắn bị mù. Hắn sở hữu Shingan (Tâm nhãn), một điều thực sự phi thường giúp hắn có thể nghe thấy tiếng tim đập do vậy cho phép hắn cảm nhận được mọi người xung quanh mình và nắm bắt được cảm xúc của người khác. Khả năng này hoàn thiện đến mức nó có thể so sánh với sóng siêu âm của dơi hay cá heo. Usui ít nhất cũng có thể nhận biết được mọi vật sung quanh mình như người bình thường, chỉ trừ một điều duy nhất là không thể đọc được.
Usui và Shishio có một thỏa thuận để Usui gia nhập Juppongatana: rằng Usui có thể cố giết Shishio bất cứ lúc nào hắn có cơ hội. Saito chỉ ra rằng sâu thẳm trong lòng Usui biết mình không thể nào giết được Shishio và chỉ khoác lác về việc giết hắn để che giấu sự thật này với mọi người. Saito cũng nói rằng Shishio biết điều đó và chỉ giả vời để sử dụng Usui. Vì Usui không giết nổi Shishio, hắn giết những người yếu hơn mình để khẳng định cái tôi của mình. Hắn sát hại 50 nhân viên cảnh sát ở Kobe trước khi tập hợp ở Kyoto với các thành viên còn lại của Juppongatana và suýt nữa thì giết Misao trong chiến dịch hỏa thiêu Kyoto nhưng bị Anji chặn lại. Hắn là thành viên duy nhất trong Juppongatana nhận ra rằng lời khẳng định của Hoji rằng chính hắn đã có ý sử dụng Juppongatana như chim mồi cho chuyến hải hành của Rengoku là nói dỗi (đó thực ra là ý của Shishio).
Usui dùng một thanh giáo ngắn với một quả nặng ở chuôi gọi là 'rochin, và một cái khiên mai rùa - timbei – để làm chệch sự tấn công và cản tầm nhìn của đối thủ. Hắn nói rằng việc sử dụng Rochin và Timbei là một nghệ thuật chiến đấu vương giả ở quê hắn, Ryūkyū. Một trong những chiêu hắn dùng trong trận đấu với Saito là Boken Bogyoku Hyakka Ryoran - là một tràn các cú đâm nhanh bằng mũi giáo và chùy. Hắn bị Saitō giết bằng chiêu "Gatotsu Zeroshiki" ở manga đúng với nghĩa đen là sẻ đôi người hắn, nhưng trong anime hắn chỉ bị đâm dính vào tường.

#### Yukyuzan Anji
- Lồng tiếng Nhật: Hara Yasuyoshi
- Lồng tiếng Anh: Michael Mcconnohie

Anji là một nhà sư phá giới sát cánh cùng Shishio để tiêu diệt chính phủ Minh Trị, những kẻ ngồi im nhìn phong trào thanh trừng Phật giáo đã dẫn đến việc chùa của ông bị thiêu hủy và cái chết của 5 đứa trẻ mồ côi mà ông chăm sóc trong chùa, những đứa trẻ đến từ những gia đình chống chính phu Minh Trị và bị cuốn trôi trong thác lửa chiến tranh. Ông từ bỏ niềm tin của mình vào đạo Phật và dâng hiến bản thân mình cho sự hủy diệt hoàn toàn của chính quyền đương thời, và sẵn sàng sát cánh cùng ác quỷ để thực hiện được điều đó. Tên hiệu của Anji, "Minh Vương" có nguồn gốc từ Acala, one of the Five Wisdom Kings, người phá tan những niềm tin sai trái và bảo vệ niềm tin; Anji tin rằng đó là mục đích của mình.
Anji là người nhân từ nhất trong Juppongatana và đã thỏa thuận với Shishio rằng Anji sẽ quyết định sự sống chết của đối thủ. Ông không dùng kiếm trực tiếp trong trận đấu, thay vào đó sử dụng Futae no Kiwami, đâm thanh kiếm xuống đất để tấn công từ xa, nhưng thường là trực tiếp bằng nắm đấm. Ông vô cùng khỏe mạnh và đã rèn luyện để cả cơ thể mình trở thành một vũ khí giết người.
Khi gặp Sagara Sanosuke ở trong rừng, ông truyền cho anh bí mật của tuyệt kỹ, mà không nhận ra rằng Sanosuke là chiến hữu của Kenshin. Bình thường khi một người đấm một vật, vật đó sẽ có phản lực và sức chịu đựng. Để đảm bảo rằng lực dư ra không bị lãng phí, người đó đấm bằng khớp đốt ngón tay sau đó tung ra chiêu thứ hai bằng phần còn lại của bàn tay trong chưa đầy 1/75 giây làm vật đó vỡ tan. Đó là sức mạnh của Futae no Kiwami.
Anji bị đánh bại trong trận đấu với Sanosuke, khi Sanosuke nâng cấp sức mạnh của cú ra đòn đôi thành một cú ra đòn 3 (Sanjū no Kiwami), đấm bằng nắm đấm, rồi khớp đốt ngón tay, sau đó là đầu ngón tay. Sau khi đấm Anji bằng Sanju no Kiwami, Sano thuyết phục ông rằng cuộc đời mà ông đang sống không phải là cuộc đời mà những đứa trẻ đã bị giết hại ấy muốn ông đi theo. Sau khi ngã gục xuống, Anji chợt thấy linh hồn của những đứa trẻ mà ông từng chăm sóc.
Sau cái chết của Shishio, ông lãnh mức án 25 tù giam ở Hokkaido, cuối cùng tâm hồn cũng thanh thản.
Hình tượng của ông dựa trên Shimada Kai, một trong những điệp viên của Shinsengumi.

#### Sadojima Hoji
- Lồng tiếng Nhật: Takahashi Hiroshi
- Lồng tiếng Anh: David Mallow
- Lồng tiếng Tây Ban Nha: Carlos Camargo (Mỹ Latinh)

Hōji là ái tướng của Shishio, và, ngoài Yumi và Sojiro, hắn là người thân cận nhất với Shishio. Hắn đã từng là viên chức trong chính phủ Minh Trị nhưng không còn tin vào đó nữa vì hắn không thất ai đủ phẩm cách để điều hành đất nước. Hắn từ bỏ vị trí của mình trong chính quyền và cuối cùng gặp Shishio. Hoji cũng mường tượng ra một Nhật Bản hùng cường do Shishio dẫn dắt, thống trị bằng nguyên tắc bạo lực. Hoji thực ra khá đáng chú ý; mặc dù hắn không giỏi chiến đấu, nhưng hắn là một nhà tổ chức xảo quyệt và sở hữu tài lãnh đạo đáng sợ. Khả năng của hắn trong vai trò một nhân viên hành chính quyền lực khá ấn tượng; hắn thậm chí còn mua được Rengoku—một con tàu khổng lồ bị Sanosuke, Kenshin, và Saito phá hủy—trên thị trường chợ đen. Hoji được "rửa tội" bằng nhiệt bốc lên từ thân thể của Shishio để kích thích trong hắn niềm tin vào địa ngục.
Hoji tin tưởng mạnh mẽ rằng vào sức mạnh của Shishio đến nỗi mà hắn vứt đi khẩu súng mà hắn đã dấu trong người sau khi biết rằng giới hạn 15 phút chiến đấu của Shishio đã qua. Hắn dứt khoát không tin rằng cuối cùng Shishio đã bị Kenshin đánh bại và sau đó cố phá hủy khu võ đài để nếu Kenshin cũng chết, sẽ không có người chiến thắng; như thế Shishio sẽ không bao giời thất bại. Khi khu võ đài sụp đổ, Hoji được Anji và Sojiro cứu sống. Anji thuyết phục Hoji ra đầu thú với cảnh sát, và Hoji đồng ý với việc sẽ dùng tòa án làm nơi để truyền bá tư tưởng và kế hoạch của Shishio. Cuối phần Shishio, ta biết rằng Hoji tự sát trong tù sau khi cơ quan chính phủ quyết định rằng lời nói của hắn quá nguy hiểm và không đem hắn ra xét xử. Sau khi tự cắt cổ họng mình, hắn viết một thông điệp lên tường bằng máu của mình: "Với ta thế giới này đã chết. Ta đi theo chủ mình xuống địa ngục". Thông điệp này nhằm hướng đến chính phủ Minh Trị để bày tỏ sự ghê tởm với chế độ đương thời và lòng trung thành với Shishio. Lần cuối hắn được thấy là ở địa ngục với Shishio và Yumi, thề sẽ theo Shishio khi hắn tuyên bố hắn sẽ lật đổ Diêm Vương.
- Tên tuổi và tính cách của hắn lấy cảm hứng từ nhân vật Forge trong X-Men'.

#### Sawagejo Chou
- Lồng tiếng Nhật: Fukumoto Shinichi
- Lồng tiếng Anh: Derek Stephen Prince
- Lồng tiếng Tây Ban Nha: John Grey Clavijo (Mỹ Latinh)

Còn được biết đến với cái tên 'Kẻ săn kiếm', Chō sở hữu một bộ sưu tập kha khá những thanh kiếm quý hiếm, bao gồm cả một thanh kiếm dẻo mà hắn quấn quanh thắt lưng, và một thanh kiếm 2 lưỡi tên là renbatō. Hắn chỉ là một đối thủ tầm thường khi không sử dụng những vũ khí kỳ lạ này. Hắn có vẻ ngoài khá điềm đạm và lạnh lùng, và thường nhắm một mắt khi nói chuyện, và chỉ mở cả hai mắt khi cảm thấy hứng thú với "nhiệt lượng" của trận chiến. Hắn nói tiếng địa phương Kansai.
Cách đánh của hắn quyết định bằng thanh kiếm mà hắn dùng, nhưng hắn chủ yếu dùng thế Garyuorochi. Chiêu thứ nhất là Orochi (Rồng 8 đầu), trong đó Chō rung mạnh kiếm của mình tạo ra các đợt sóng, Hakujin no Tachi (kiếm mảnh) trên mặt đất thành các đợt sóng. Hắn sử dụng Sakasa Kuchu Noto với con trai Iori của Seiku để biết được nơi cất giấu thanh kiếm cuối cùng của Shakku là một thanh thần kiếm ở đền thờ. Cùng lúc đó Kenshin đánh bại hắn bằng chính thanh kiếm này. Cuối cùng hóa ra hắn còn lâu mới xứng với một trận đấu với Kenshin khi mang vũ khí, tuy vậy hắn nói với các đối thủ rằng tất cả các thành viên khác của Juppongatana đều mạnh hơn hắn.
Sau cái chết của Shishio, Cho đến thăm Kenshin và các bạn của anh để giới thiệu với họ những gì đã diễn ra với các thành viên của Juppongatana sau khi Shishio qua đời, sau đó hắn làm việc dưới quyền Saito như một điệp viên hay chỉ điểm.
Cho sau đó xuất hiện trong anime khi hắn cố tấn công Shougo Amakusa nhưng bị đánh bại hoàn toàn. Trong manga, hắn sau đó xuất hiện trong phần Jinchuu để giúp khám phá tin tức về Enishi.

#### Honjo Kamatari
- Lồng tiếng Nhật: Takeuchi Junko
- Lông tiếng Anh: Melodee Spevack

Ăn mặc như phụ nữ, Kamatari trông đẹp như một phụ nữ thậm chí còn làm Makimachi Misao choáng váng khi biết rằng hóa ra Kamatari về mặt sinh học là đàn ông. Hắn là một người đồng tính nam và rất yêu Shishio Makoto, nhưng biết rằng hắn sẽ không bao yêu mình như Komagata Yumi mà cũng không thể trở thành một thiên tài như Seta Sojiro, cánh tay phải của Shishio.
Kamatari cầm một thứ vũ khí nặng trông giống cái lưỡi hái, một cái liềm, với một quả chùy ở cuối gọi là Ogama. Hắn bị đánh bại khi Kaoru và Misao liên thủ lại trong cuộc tấn công vào Aoi-ya. Hắn luyện tập Honjo-ryu, võ thuật riêng của hắn với cái lưỡi hái, và 3 chiêu của hắn đã được thể hiện trong seri, 2 trong số đó được đặt tên theo Benten, vị nữ La Hán duy nhất trong 7 vị La Hán may mắn của đạo Phật: Midare Benten (Benten tóc rối) là khi lưỡi hái xoay trên đầu và chùy sắt quanh minh, bởi vậy có thể vừa công vừa thủ. Benten Mawashi (Benten mở gói) sử dụng cái hái vỡ bằng cách xoay nhanh lưỡi và chùy như cánh quạt của máy bay trực thăng. Hắn gục trược chiêu Hiza Hishigi (nghĩa đen là thúc gối) của Kaoru bằng chuôi của thanh bokken đã gãy của cô.
Sau khi bị Kaoru và Misao đánh bại, Kamatari định tự sát bằng châm, nhưng Misao đánh gục hắn; dù ghét hắn vì là kẻ thù và không hiểu nổi cảm xúc của hắn với Shishio, cô thực sự xúc động bởi sự tận tụy của hắn với Shishio. Kamatari vẫn cố tự sát sau cái chết của Shishio nhưng Chō đã ngăn hắn lại. Hắn nói rằng Shishio muốn hắn sống để kể cho cả thế giới nghe cuộc cách mạng của họ. Sau này mới biết rằng chuyện này là do Cho nghĩ ra để ngăn Kamatari tự sát. Kamatari sau đó có lẽ trở thành điệp viên với vỏ bọc một sinh viên du học nước ngoài để đổi lấy sự tự do của hắn.
Một điều thú vị là khi Cho nói về số phận của Kamatari với Kenshin sau cái chết của Shishio Makoto, hắn dùng từ "cô ấy" bất chấp rằng Kamatari là đàn ông.

#### Kariwa Henya
- Lồng tiếng Nhật: Takemoto Hideshi
- Lồng tiếng Anh: Jake Martin

Hắn trợ giúp việc tấn công Aoiya, trụ sở bí mật của Oniwabanshu ở Kyoto, với 4 thành viên Juppongatana khác. Kỹ năng chiến đấu của hắn gọi là Hiku Happa, theo đó hắn bay lượn trên không trung và ném thuốc nổ từ trên xuống. Hắn có thể sá xuống tấn công địch thủ bằng lưỡi kiếm ở hai cánh tay và sau đó nhấc bổng mình lên không trung. Sức nâng được đảm bảo vì Hennya tự nhịn đói nên rất gầy; hắn nhẹ đến nỗi sức đẩy từ vụ nổ có thể dễ dàng giữ hắn trên không, và đôi cánh dơi giúp hắn có thể di chuyển dễ dàng trên không. Yahiko đánh bại Hennya bằng cách sử dụng một cánh cửa tung lên trời bởi thuốc nổ của Henya và sau đó tung chiêu Ryu Tsui Sen từ trên xuống như vẫn thấy khi Kenshin thi triển. Sau đó, hắn được chính phủ sử dụng với vai trò gián điệp vì khả năng hàng không của hắn.

#### Iwanbo
- Lồng tiếng Nhật: Yashima Norito
- Lồng tiếng Anh: Lex Lang

Iwanbō là một trong các Juppongatana của Shishi. Hắn là một tên béo đần độn sử dụng kích cỡ và sức mạnh ghê gớm của mình cùng khả năng bắt vũ khí bằng lớp mỡ dày. Hắn rất ngu, và tách khỏi trận chiến ở Aoiya chống lại Kaoru, Yahiko, Misao, Okina và Oniwabanshu thêm nữa còn cười toe toét như một thằng siêu đần, hắn không nói gì và hắn cũng không làm gì. Hắn sau đó được thấy bên một vách đá ngoài Kyoto.
Trong phần Jinchū, hay "Báo thù, Iwanbō háo ra là một con rối cơ khí do Gein điều khiển, chuyên gia điều khiển rối. Gein tái xuất trong phần này như là một trong 6 chiến hữu trong một lốt nguy hiểm hơn Iwanbo và đóng một vai trò quan trọng trong sự báo thù của Enishi.

#### Saizuchi
- Lồng tiếng Nhật: Nishikawa Ikuo
- Lồng tiếng Anh: Paul St. Peter

Một ông già nhỏ thó và xảo quyệt thao túng Fuji và lên kế hoạch chiến đấu cho hắn. Hắn tin rằng vẻ ngoài già cả khiến hắn trở thành người đúng vì hắn đã sống rất lâu. Tài năng của Saizuchi không nằm ở khả năng chiến đấu mà ở khả năng ngôn ngữ: trong cuộc tấn công của Juppongatana vào Aoi-Ya, Saizuchi cố phá hoại tinh thần chiến đấu của Oniwabanshu bằng một bài phát biểu về việc tại sao việc đánh bại Fuji và chính hắn nữa là điều không thể. Saizuchi bị đánh bất tỉnh khi tay trái của Fuji đè vào hắn, sau khi Fuji bị Hiko Seijuro đánh bại. Hắn sau đó làm việc ở Bộ Ngoại giao sau cái chết của Shishio.

#### Fuji
- Lồng tiếng Nhật: Ishizuka Unsho

Một tên khổng lồ. Bị mọi người xung quanh sợ hãi. Một ngày, hắn bị tấn công và suýt bị giết nhưng được lão già Saizuchi tìm thấy và thu nạp. Fuji hiền lành và chán nản bị Saizuchi nhồi vào đầu những tư tưởng của lão để dễ dàng thao túng Fuji và biến hắn trở thành một đấu sỹ bất bại. Saizuchi ngày ngày nói với Fuji rằng hắn nợ lão mạng sống của mình và dùng điều đó để điều khiển hắn. Hắn bị Hiko Seijuro đánh bại, ông đã mở toang cánh cửa cho tinh thần võ sỹ đạo của hắn và là người đầu tiên không nhìn hắn như một con quái vật. Sau khi bị bắt, chính phủ Minh Trị gửi hắn đến Bắc Hokkaidō để khai hoang đất đai và làm binh sĩ trong thời chiến.
Thiết kế cơ bản của hắn, mặc dù thường bị hiểu sai là từ Neon Genesis Evangelion], thực chất là từ Thần Chiến Binh trong Nausicaa of the Valley of the Wind.

## 6 chiến hữu
Trọng phần Jinchū. Một nhóm gồm 6 người do Yukishiro Enishi thành lập. Phần lớn trong số họ có liên quan đến quá khứ của Kenshin khi còn là Hitokiri Battōsai và muốn báo thù Kenshin vì những điều không phải mà anh đã làm với họ qua chiến dịch Jinchū.

#### Yukishiro Enishi
- Lồng tiếng Nhật: Sasaki Nozomu
- Lồng tiếng Anh: Bill Wise

#### Gein
Mặc bộ đồ đen với mặt nạ đầu lâu, Gein là hậu duệ cuối cùng của một nhóm nhỏ người tinh thông nghệ thuật cơ khí vào thời Trung Cổ. Hắn làm con rối như thật từ xác người chết, đáng chú ý nhất là seri Iwanbō (đời 1 là một thành viên của Juppongatana, đời 2 trông giống đời 1 và được sử dụng để đánh bom nhà của viện cảnh sát trưởng, và một bản được cải tiến gọi là bản số 3 hung dữ). Hắn thực ra là một ông già nhưng hắn vẫn rất khỏe vì đã điều khiển rối lâu năm. Những dây thép phủ kin cương hắn dùng để điều khiển rối cũng được dùng làm vũ khí vì chúng đủ sắc để cắt qua xương thịt. Hắn cũng dùng dây tẩm dầu để dăng một thứ như lưới nhên để bẫy và đốt chết địch thủ.
Để gần gũi với những người tỏa mùi chiến chinh, Gein đầu tiên than gia Juppongatana của Shishio, cải trang thành Iwanbo và sau đó là 6 chiến hữu của Enishi. Sau thất bại của Shishio, Enishi nhờ Gein tổ chức buổi gặp gỡ đầu tiên giữa 6 chiến hữu và thu xếp một dinh thự cho họ ở. Hóa ra Gein không hề có thù oán gì với Kenshin như 5 tên kia, hắn chỉ muốn thử nghiệm những phát minh của mình và những kẻ đam mê chiến trận để thực hiện việc đó vì theo hắn những phát minh khoa học hàng đầu luôn được sử dụng trong chiến trận. Để thực hiện Jinchu của Enishi, hắn làm một con rối xác chết của Kaoru để lừa Kenshin nghĩ rằng cô đã bị Enishi hạ sát, hắn coi đó là kiệt tác của hắn.
Trong khi tấn công đạo tràng Kamiya, Gein sử dụng Iwanbo bản 3 để giao đấu với Kenshinvà bị chiêu Amakakeru Ryu no Hirameki đánh bại. Sau khi Enishi đánh bại Kenshin, Gein tung ra một làn khói mù đủ cần cho Enishi thực hiện Jinchū. Sau khi Jinchu đã hoàn thành, hắn ẩn mình cùng với Enishi trên đảo. Sau khi gặp Wu Heishin, Gein đi thuyền về Tokyo. Trên đường hắn giết cả tá người định giết hắn theo lệnh của Heishin và hiểu rằng đó là vì Enishi không cần hắn nữa.
Khi Gein đến Tokyo hắn đến nghĩa địa để lấy con rối Kaoru, ở đó hắn rơi vào bẫy của Aoshi, người đã phát hiện ra cái xác là giả. Gein muốn biết cái xác được Aoshi dấu ở đâu và bắt đầu giao chiến với anh. Sau đó Gein đề nghị tiết lộ Karou đang ở đâu để đổi lấy nơi giấu cái xác của hắn. Mặc dù về phần hắn đó là một cái bẫy nhưng Gein đã nói ra nơi ẩn náu của Enishi cùng Kaoru và Aoshi đổi lại đã nói với Gein rằng anh đã đốt cái xác. Cuối cùng Aoshi vẫn thông minh hơn và giết Gein bằng cách kéo hắn vào chính lưới lửa của mình.
Trong lưu ý về nhân vật Gein, Nobuhiro Watsuki nói rằng hắn dựa trên tên giết người khét tiếng Edward Gein.
Một điều thú vị là quả bom giấu trong Iwanbo bản 2 có dấu hiệu của Straw Hat Pirates trong sert One Piece. Tác giả của seri là Oda Eiichiro, một họa sĩ khác từng là trợ lý của Nobuhiro Watsuki.

#### Kujiranami Hyogo
Một người cụt tay to lớn. Sano nói rằng hắn còn to hơn cả Anji. Dù lúc đầu trông tương đối vị tha và hiêủ chuyện, bản chất của hắn biến mất khi hắn trở nên giận dữ điên cuồng.
Trong trận Toba Fushimi thời Bakumatsu, Kujiranami đấu với Kenshin, rồi bị mất cánh tay phải. Kujiranami yêu cầu Kenshin giết mình vì hắn không muốn sống để thấy thời đại mà chiến tranh được tiến hành bằng súng đạn thay vì kiếm cung, hoàn toàn không có kĩ năng hay tinh thần. Tuy vậy, Kenshin từ chối giết Kujiranami, nói rằng anh không muốn giết người thêm nữa và anh khuyên hắn nên sống ở thời đại mới. Cảm thấy rằng thời đai của mình đã bị cướp đoạt còn niềm tự hào của một võ sỹ bị chà đạp, thậm chí còn cướp đi cả cái chết của một võ sĩ. Từ đó hắn thề sẽ giết Kenshin vì sự sỉ nhục này và tham gia vào Jinchu của Enishi để báo thù. Một điều thú vị là hắn hét lên "BATTOSAI" bất cứ khi nào hắn nổi điên.
Enishi đưa cho Kujiranami một khẩu đại bác cầm tay để thay thế cho cánh tay đã mất của hắn, với nó hắn đã thổi bay quán Akabeko và nhà của viên cảnh sát trưởng. Hắn lần đầu tham chiến khi 6 chiến hữu tấn công đạo tràng Kamiya và là người đầu tiên bị đánh bại. Sau đó hắn lấy lại sức mạnh và khống chế được Kenshin, giúp Enishi đủ thời gian để hoàn thành Jinchu. Hắn sau đó bị Saito đánh gục, bị bắt và tống giam, nhưng sau đó trở nên điên loạn trong phòng giam và tẩu thoát. Hắn lấy thứ vũ khí tối tân của mình từ Enishi, một khẩu súng phóng lựu và hoành hành ở Tokyo để tìm kiếm Kenshin.
Yahiko là người duy nhất ở đó chiến đấu với Kujiranami và đã chặn được hắn cho đến khi Kenshin đến và cắt khẩu súng phóng lựu của hắn làm hắn tỉnh táo lại. Sau đó, Yahiko thuyết phục được Kujiranami rằng sự hận thù của hắn đối với một samurai khác là sai trái và nó sẽ chẳng có ý nghĩa gì cả trừ việc dẫn hắn đi vào con đường sai trái. Bật khóc vị những lời nói của Yahiko, Kujiranami đồng ý rằng mình đã sai, xin lỗi Kenshin vì những tội ác của hắn và đầu thú với cảnh sát. Khi Kujiranami ra đi, Kenshin một lần nữa nói rằng hắn nên sống ở thời đại mới và Kujiranami đáp lại bằng lời cảm ơn vì lòng tốt của Kenshin.
- Thiết kê của hắn là dựa trên nhân vật Apocalypse trong X-Men.

#### Inui Banjin
Inui chiến đấu bằng đôi găng tay sắt, về trí tuệ mà nói thì hắn gần giống Sanosuke. Hắn là học trò của Tatsumi, thủ lĩnh của nhóm ninja đã định giết Hitokiri Battosai. Vì cái chết của Tatsumi bởi tay của Battosai, Inui tham gia vào chiến dịch Jinchū của Enishi. Tuy vậy, đối với Sano hắn chỉ dùng cái chết của sư phụ làm cái cớ để giao chiến và chứng minh được hắn mạnh đến thế nào.
Inui đeo một đôi găng tay sắt từ cổ tay gọi là tekko nhờ nó mà hắn có thể chặn đứng mọi cú tấn công. Hắn dùng nó để bù cho điểm yếu của hắn là không có sức chịu đòn tốt. Inui tinh thông Jutsushiki Muteki-Ryu, sự pha trộn của rất nhiều trường phái chiến đấu khác nhau. Hắn thích khoác lác về sự bất khả chiến bại của mình nhưng Sano chỉ ra rằng hắn chỉ tự mãn khi giấu mình sau cái tekko và hắn chỉ đấu với những người yếu hơn mình.
Inui tấn công đạo tràng Maekawa như một phần của kế hoạch Jinchu, ở đó hắn lần đầu chạm trán Sano. Trong trận chiến, Sano cuối cùng đập vỡ một cái tekkō của hắn bằng Futae No Kiwami. Hắn sau đó nhận được một đôi Tekkō cải tiến từ Enishi và tiếp tụ c giao chiến với Sanosuke trong cuộc tấn công đạo tràng Kamiya. Cuối cùng Inui khiêu khích Sano xuất chiêu Futae No Kiwami và bị đánh bại với cả hai Tekkō bị đập vỡ. Sau khi bị hạ gục, Inui thề sẽ lần sau sẽ lấy mạng Sano và Sano nói luôn sẵn lòng tiếp đón hắn nhưng cũng cảnh báo hắn rằng hắn sẽ không bao giờ chiến thắng chừng nào hắn còn đeo đôi tekko để che giấu điểm yếu của mình. Sau đó hắn bị cảnh sát bắt giữ.
Các chiêu của hắn gồm:
- Gofubaku: Inui gập bắp tay và đập vỡ cổ của đối thủ.
- Raijinguruma: Inui lộn vòng như bánh xe cho đến khi đánh vào cái gì đó.
- Ashura Sai: Inui túm lấy cổ đối thủ, kẹp chặt động mạch và quăng đối thủ.

#### Otowa Hyoko
Otowa là một sát thủ dùng các vũ khí giấu trong người và ăn mặc như phụ nữ. Hắn nói rằng hắn có đến 13 chiêu tất cả mặc dù chúng ta chỉ thấy hắn dùng đôi chiêu. Chiến thuật của Otowa là đối lừa đối thủ và làm họ mất cảnh giác rồi tấn công họ bằng vũ khí hắn giấu trong người và áp chế họ.
Otowa có cá tính tàn bạo vì hắn thích giết người và không từ cả việc giết phụ nữ và trẻ em. Hắn là một kẻ có phần hèn nhát vì hắn đã định chuồn khỏi đạo tràng Kamiya sau khi thấy Kenshin lườm hắn. Otowa là bạn với hắc ninja Nakajo, người mà hắn từng so tài trong những cuộc chơi đêm đẫm máu. Vì cái chết của Nakajo khi đấu với Hitokiri Battosai, hắn tham dự vào kế hoạch Jinchu của Enishi nhưng sau đó mới thấy rằng hắn tham dự vào trận chiến chỉ để vui mà thôi.
Otowa tấn công nhà của viên cảnh sát trưởng như một phần của kết hoạch Jinchu, ở đó hắn gặp Kenshin và rút lui sau khi Kenshin nhìn thấu được vũ khí của hắn hoạt động thế nào. Otowa sau đó đánh với Yahiko trong cuộc tấn công đạo tràng Kamiya. Hắn gần như đã giết được Yahiko bằng vài món vũ khí của mình nhưng cuối cùng hắn bị Yahiko đánh bại. Khi Otowa gục xuống, hắn nở một nụ cười điên loạn vì hắn không thể tin rằng mình đã bị đánh bại bởi một đứa nhóc bằng nửa tuổi mình. Sau đó hắn bị cảnh sát bắt giữ.
Vũ khí của hắn gồm:
- Baika Chuzen: Cung với 6 mũi tên mà Otowa đeo ở cổ tay trái. Hắn dùng một ký hiệu trên bàn tay trái để phát ra một âm thanh lạ làm sao lãng đối thủ trong khi tay phải kéo dây khởi động.
- Kasui Busuen: Một khối cầu nhỏ phun ra khói độc tạm thời làm tê liệt đối thủ.
- Bishamonken (Kiếm của Bishamon) và Bishamonpun (Bột của Bishamon): Vũ khí được cải tiến mà Enishi đưa cho Otowa. Một thanh kiếm có từ tính dùng chung với bột sắt rắc lên đối thủ và tấn công với tốc độ khùng khiếp. Otowa khoác lác rằng vũ khí của hắn có thể biến một tay kiếm xoàng thành một tay kiếm lão luyện.
- Rikudoku: bộ áo có 6 ngạnh mà Otowa mặc. Chỉ cần bấm nút là 6 ngạnh này lao về phía trước đâm vào mục tiêu. Hắn nói đây là vũ khí tốt nhất của hắn. Cái này dựa trên áo choàng của Mr. Sinister.

#### Yatsume Mumyoi
Thành viên của một bộ tộc đào vàng cổ. Truyền thống gia đình giúp họ làm dài tứ chi ra sử dụng các vòng vàng (giống với các một số bộ tộc châu Phi đeo vòng quanh cổ mình) để giúp họ đào vàng tốt hơn. Kết quả là tứ chi của Yatsume dài hơn người thường 1.5 lần, trừ một thứ đáng kể là cẳng tay trái của hắn, dài gấp đôi nhờ đeo thêm bộ móng sắt.
Yatsume học chiến đấu và gia nhập Yaminobu, những kẻ cố giết Kenshin, để nuôi dưỡng bộ tộc mình, những người gặp khó khăn lúc này. Luật của gia đình Yatsume là không để ai thấy họ mà vẫn còn sống, vì vậy khi Kenshin thấy và đánh bại hắn (ít lâu trước khi ngộ sát Tomoe), hắn thề sẽ trả thù và trở lại trong phần Jinchū dưới trướng Enishi để báo thù. Luật gia đình là thứ duy nhất hắn bám vào để đổ lỗi cho Kenshin và Ishin Shishi vì tình trạng thảm thương của gia tộc hắn lúc này.
Yatsume vẫn giấu mình với 5 người chiến hữu chó đến khi tấn công đạo tràng Kamiya khi cuối cùng hắn xuất hiện sau khi Kujiranami, Gein, Inui, và Otowa đã bị đánh bại. Tuy vậy, trước khi đánh với Kenshin, thay vào đó hắn lại giao đấu với Saitō, và cánh tay hắn đã bị chiêu Gatotsu Zeroshiki của Saito đâm xuyên qua (sau lúc đầu đã làm bị thương Saito). Sau khi Yatsume bị Saitō đánh bại, Kenshin đề nghị cứ để Yatsume đánh với anh nếu hắn muốn nhưng cũng gợi ý rằng hắn nên đi lên phía Bắc và dùng năng lực của hắn để giúp đỡ bộ tộc mình. Hắn bị cảnh sát bắt sau đó.
Cộng thêm móng sắt ở tay trái Yatsume còn có Dosha no Boheki, theo đó hắn sục móng xuống đất để bắn lên gạch đá và bùn đất như một lá chắn, và Bandan Jiraiho thứ mà hắn có từ Enishi. Đó là các vỏ sứ nhồi đầy thuốc nổ có thể dùng như địa lôi và được kích hoạt khi bị kéo hay có người dẫm lên.
Ngoại hình của Yatsume tương tự như Venom, một tên tội phạm trong Spider-Man. Nobuhiro Watsuki thừa nhận trong ghi chú về nhân vật Yatsume rằng thiết kế của hắn phần nào là dựa trên Venom.

## Nhân vật trong phần Shimabara
Phần Shimabara chỉ có ở anime.

#### Amakusa Shogo
- Lồng tiếng Nhật: Inoue Junichi
- Lồng tiếng Tây Ban Nha: Raul Forero (Mỹ Latinh)

Một kiếm sĩ và y sĩ Nhật Bản trẻ, hắn tự xưng là con của Chúa để giành được lòng dân ở Shimabara. Hắn là một trong số ít người biết Hiten Mitsurugi-Ryu ngoài Kenshin và Hiko Seijuro XIII. Tên thật là Shogo Mutou, nhưng hắn dùng họ Amakusa để thể hiện lòng kính trọng với Amakusa Shiro, một samurai Thiên chúa giáo chiến đấu chống lại triều định vài thế kỉ trước.
Khi còn trẻ, chú của Shogo là Hyoue học Hiten Mitsurugi-Ryu từ Hiko Seijūrō XII nhưng không học được Amakakeru Ryu no Hirameki vì không đánh lại được Kuzu Ryu Sen của thầy mình, làm ông bị đánh ngã xuống một thác nước. Hyoue sóng sót và về đoàn tụ với chị gái cùng gia đinh mình, những thành viên của một hệ phái Thiên chúa giáo bí mật. Nhiều năm sau, ông cứu con của chị gái mình, Shogo và Sayo, sau khi cha mẹ chúng bị sát hại, sau đó dạy Hiten Mitsurugi-Ryu cho Shogo.
Shogo là một kiếm sĩ vô cùng mạnh, trong trận đấu dễ dàng đánh bại Kenshin. Hắn là người duy nhất có thể thêm một chiêu vào Hiten Mitsurugi-Ryu; Rai Ryu Sen (Lôi Long Thiểm), kĩ thuật sử dụng ánh sáng phản chiếu từ thanh kiếm của mình để làm mù đối thủ. Cả Kenshin (mặc dù chỉ tạm thời) và Hyoue (vĩnh viễn) đều bị mù sau khi dính chiêu này.
Cha mẹ của Shougo và Sayo bị giết vì bí mật theo đạo Thiện chúa; trước khi chết, họ nói với Shōgo phải mạnh như Chúa trời để bảo vệ mọi người ở Shimabara. Hắn và chị gái mình chuyển đến châu Âu với Hyoue; ở đó hắn học chiêm tinh và y học và sử dụng kiến thức này ở Shimabara để dự đoán những sự kiện trọng đại và chữa bệnh. Vì những tri thức này, dân chúng tên rằng hắn đang phù phép, điều này được coi là bằng chứng thể hiện hắn là con của Chúa trời. Kế hoạch của hắn là biến Nhật Bản thành mảnh đất của Chúa trời nơi mọi người có thể sống hòa bình mà không khổ ải.
Sau trận chiến thứ hai với Kenshin, Shogo bị đánh bại và bị bắt giam, nhưng sau đó được Đại sứ Hà Lan Elsten cứu thoát khỏi án tử hình. Hắn sau đó bị lưu đày cùng với thuộc hạ của mình.

#### Amakusa Sayo
- Lồng tiếng Nhật: Kasahara Hiroko
- Lồng tiếng Tây Ban Nha: Claudia Chavarro (Mỹ Latinh)

Người em gái xinh đẹp của Shōgo, tên Thánh của cô là Magdalia (lấy tên từ nữ môn đồ của Chúa Mary Magdalene). Tên thật của cô là 'Sayo' không xuất hiện cho đến trong hồi tưởng của Shogo và khi cô nói với Sanosuke.
Sayo rất sùng đạo Thiên chúa, cô chăm sóc và dạy trẻ con niềm tin vào Chúa trời, nhưng không muốn sử dụng bạo lực nếu không thực sự cần thiết để phòng vệ. Trên thực tế, cô có một khẩu súng ngắn để tự vệ và đã định bắn Sanosuke, sợ rằng anh sẽ đưa cô ra để đe dọa anh trai mình, nhưng sau khi đọc bức thư của hắn trình bày rằng hắn nợ cô một món nợ ân tình sau khi cô đã chăm sóc vết thương của hắn, cô đã quyết định lại.
Sayo và Sanosuke phát triển phát triển một mối quan hệ tình cảm gần gũi đến một mức nào đó trong thời gian họ ở bên nhau, vài lần giúp đỡ nhau. Sau đó mới biết rằng cô, giống như người mẹ quá cố của mình, đang chết dần vì bệnh lao (cô đã mắc bệnh vài năm và thậm chí cả Shougo cũng không tìm nổi một phương thức điều trị hữu hiệu cho cô), và Sanosuke đã chạy hết sức mình với hy vọng có thể đưa cô đến bác sĩ; tuy vậy, cô bị bắn khi cố bảo vệ Sir Elsten và chết trong vòng tay của Sanosuke.

#### Kaio
- Lồng tiếng Nhật: Nakamura Hidetoshi

Lão già hói đầu cổ quái này trưởng thành ở Trung Quốc sau khi mẹ ông, một người tị nạn Nhật Bản trốn tránh sự truy tố vài thập kỷ trước. Lãon gặp Shougo ở đó và trở thành cánh tay phải và linh mục của hắn. Lão là kẻ bất trung tuy vậy lại khá lôi cuốn, sử dụng Shōgo để thúc đẩy kế hoạch bí mật của lão nhằm sáp nhập Nhật Bản vào Hà Lan; bằng cách dàn dựng cái chết của hắn và biến hắn thành một người tử vì đạo, hắn sẽ tập hợp quân đội và tấn công Nhật Bản để lật đổ chính phủ Minh Trị. Hắn bị Shozo Lorenz (Rorenzo) giết khi khi cố chạy trốn bằng cách quẳng vào thuyền hắn vài quả bom (do Tsukioka Tsunan làm, được Sanosuke đưa cho).

#### Shozo Lorenzo
- Lồng tiếng Nhật: Goda Hozumi

Một cậu trai trẻ và là vệ sĩ riêng của Amakusa Sayo. Thời thơ ấu, hắn vài lần được cô và anh trai Shōgo của cô khỏi bọn côn đồ trường học luôn bắt nạt cậu. Hắn sử dụng môn võ tên là Karyu, hắn xuất kiếm nhanh đến nỗi tạo ra một sóng chân không nhỏ tấn công đối thủ kể cả khi cú đánh chính trượt (chiêu này sau đó lại chống lại chính hắn trong trận chiến thứ hai với Sagara Sanosuke).
Hắn gần như bị Kaio giết, nhưng dùng một cặp bom mượn của Sanosuke để báo thù. Sau đó hắn nói với Sano trước mộ của Sayo và nói ra dự định đi tu của mình.

#### Đại sứ Elsten
- Lồng tiếng Nhật: Nakagi Ryuji
- Lồng tiếng Tây Ban Nha: Jose Manuel Cantor (Mỹ Latinh)

Bạn tốt với Kenshin (Kenshin đã từng cứu ông vài năm trước), ông là Đại sứ Hà Lan (và một y sĩ). Ông cố chặn sự tấn công chống lại người Thiên chúa giáo. Sau đó, ông đưa Shogo Amakusa và những người Thiên chúa đến Holland.

## Nhân vật trong Hành trình đến thế giới Mặt Trăng/phần Giấc mơ tuổi trẻ
Nhân vật trong tiểu thuyết Hành trình đến thế giới Mặt Trăng mà sau đó được dựng thành anime (tập trung trong DVD Rurouni Kenshin: Dreams of Youth).

Katsu Kaishu (勝海舟) (Thắng Hải Châu) (Yagi Kōsei)
Ōkuma Daigoro (大熊大五郎) (Đại Châu Đại Ngũ Lang) (Hiyama Nobuyuki)
Cậu học trò mơ mộng của Katsu Kaishu. Fan của Jules Verne và luôn mang theo cuốn sách From the Earth to the Moon.
Katsu Ikuko (勝逸子) (Thắng Dật Tử) (Iwao Junko)
Con gái của Kaishu.
Okubo Tetsuma (大久保鉄馬) (Đại Cử Bảo Thiết Mã) (Matsumoto Yasunori)
Cựu học sinh của Kaishū. Học ở Anh nơi hắn học kiếm thuật. Hắn trở thành một quan chức chính phủ tha hóa và bí mật kích động tổ chức Beniaoi trong cố gắng chiếm đoạt kho báu của Tokugawa.
Shibata (柴田) (Sài Điền) (Mugihito)
Thủ lĩnh của tổ chức Beniaoi.
Tokugawa Yoshinobu (徳川慶喜) (Đức Xuyên Khánh Hỉ) (Oguro Kazuhiro)
Shogun cuối cùng của Nhật Bản. Sau khi bị lật đổ, ông bị tống giam. Tổ chức Beniaoi mưu cầu việc hồi phục quyền thống trị của ông.

## Nhân vật trong Samurai X OVA/phần Hồi ức
Những người ám ảnh ký úc của Kenshin thời Bakumatsu.

#### Yukishiro Tomoe
- Lồng tiếng Nhật: Iwao Junko
- Lồng tiếng Anh: Rebecca Davis

#### Katsura Kogoro
- Lồng tiếng Nhật: Seki Tomokazu
- Lồng tiếng Anh: Corey M. Gagne

Katsura Kogorō là thủ lĩnh của phái Chōshu. Ông bôn ba vất vả để lật đổ chế độ Mạc phủ. Katsura là một người đàn ông thông minh, sáng suốt và khôn ngoan. Ông thương hại sự đấu tranh nội tâm của Kenshin giữa một Shinta của thời xưa cũ và một Battōsai không hề tỏ ra hối lỗi. Vì vật, ông cứu mạng anh bằng cách yêu cầu Tomoe trở thành vỏ bọc của anh. Sau khi chính phủ Minh Trị nắm quyền, Katsura trở thành một trong Tam kiệt của cuộc duy tân, Ishin Sanketsu. Ông chết gần như cùng lúc Saigō qua đời, năm 1877.

#### Okita Soshi
- Lồng tiếng Nhật: Ogai Yoko
- Lồng tiếng Anh: J. Shannon Weaver

Kiếm sỹ bậc thầy của Shinsengumi. Okita là đội trưởng đội 1 của Shinsengumi. Trong OVA, ông thường chiến đấu cùng với Saitō và tham dự vào sự kiện Ikedaya năm 1864. Trong một đêm đối đầu với Kenshin, ông háo hức rút kiếm ra và bình luận rằng Hiten Mitsurugi-Ryū của Kenshin ngày càng tiến bộ. Tuy vậy, khi Saitō yêu cầu Okita đứng sang một bên, Okita bình tĩnh nói rằng không quan tâm vì ông là đội trưởng đội nhất của shinsengumi. Saitō nhanh chóng chỉ ra rằng Okita đang ốm vì ông trước đó ho dữ dội, dưới sự bất ngờ của Okita, Saitō rút kiếm đấu với Kenshin. Ông không chống cự lại được bệnh lao và chết ít lâu sau khi chính quyền Tokugawa sụp đổ năm 1868. Seta Sojiro là dựa trên chính Okita trong tiểu thuyết Shinsengumi Keppuroku và bởi vậy, xấu xa và giống một tên tội phạm hơn so với Okita thật sự. Mặc dù tên ông đôi khi được phát âm là "Soushi" trong các truyện hư cấu, thực ra nó được phát âm là "Sōji."

#### Iizuka
- Lồng tiếng Nhật: Nakao Ryusei
- Lồng tiếng Anh: Lowell Bartholomee

Iizuka là người thẩm tra chiến trường của phái Chōshu. Hắn chịu trách nhiệm về việc hi lại các vụ ám sát của nhóm. Thoải mái, hay pha trò, và dễ tính, Iizuka thực ra lại là một gián điệp hai mang, làm việc cho shogun Tokugawa. Hắn là một nhân tố cấu thành cho sự suy sụp của Hitokiri Battosai - Himura Kenshin. Iizuka cố thoát khỏi đất nước khi cái bẫy đã xong xuôi, nhưng sau đó bị Shishio Makoto giết trong một ngõ hẻm (trong manga, đó là một vùng núi).

#### Murakami
Biệt danh "Rensato", Murakami là Yaminobu (ninja theo kiểu Tây như Oniwabanshu) đầu tiên Kenshin chạm trán. Hắn tập kích Kenshin từ mái nhà khi anh đi đang trở về trụ sở của Chōshu. Murakami sở hữu một phản xạ nhanh nhạt và tinh thông thanh kiếm kèm xích của mình, nhưng cuối cùng, Kenshin tạo ra một cơn mưa máu khi anh cắt đôi tên ninja khi hắn lướt qua đầu người sát thủ.

#### Kiyosato Akira
- Lồng tiếng Nhật: Iwanaga Tetsuya
- Lồng tiếng Anh: Ray Clayton

Người chồng chưa cưới quá cố của Tomoe, thành viên của Mimawarigumi. Một người đàn ông tốt bụng và chu đáo, anh và Tomoe là bạn từ thuở thanh mai trúc mã, và họ đã định kết hôn. Anh đang làm nhiệm vụ vệ sĩ cho một quan chức ở Kyoto, Shigekura Jūbei vào ngày ông bị ám sát. Hắn bị Kenshin sát hại trên đường phố Kyoto cùng với viên chức mà anh bảo vệ. Đó hoàn toàn là vì một bị kịch do hành động dại dột của loài người; Akira chỉ gia nhập Mimawarigumi để Tomoe có thể nhìn anh như một người hùng, vì anh tin rằng cô không hạnh phúc với viễn cảnh kết hôn với con trai thứ hai của một samurai tầm thường. Thay vào đó, cô cuối cùng lại thấy anh bị giết.

#### Nakajo
Một trong các ninja của Shogun và trong manga thì hóa ra đó là bạn tốt nhất của Otowa Hyōko, người mà hắn đã cùng có những đêm giết người vui vẻ cùng (hắn lấy cung và tên từ Otowa). Nakajō là người đầu tiên chạm trán với Kenshin ở trong rừng. Trong manga, hắn bị Kenshin chặt đứt tay và cuối cùng giật nụ xòe thuốc nổ giết chính mình và tạm thời làm tê liệt thính giác của Kenshin. Trong OVA hắn đơn giản bị kiếm của Kenshin đâm xuyên qua và khi hắn sắp chết thì giật dây nổ.

#### Sumita
Sumita là một ninja khác của Shogun trong kế hoạch diệt Kenshin trong rừng. Kenshin đã mất đi thính giác của mình, và bị ép phải đánh với Sumita và Mumyōi. Mặc dù Sumita chiến đấu khá tốt với chiếc rìu của mình, hắn vẫn bị giết. Có 2 kết cục cho cái chết của hắn. Trong OVA hắn bị đâm xuyên qua ngực, trong khi ở manga hắn bị chặt đứt chân. Hắn vấp ngã, kéo dây mìn và chết trong vụ nổ. Kenshin tạm thời bị mất đi thị giác vì ánh chớp.

#### Yatsume Mumyoi
(Xem mục 6 chiến hữu)

#### Tatsumi
- Lồng tiếng Nhật: Uchida Minoru

Một người to lớn, Tatsumi là thủ lĩnh của nhóm clan mà Kenshin chiến đấu trên đường đi tìm Tomoe.
 
Trong OVA, hắn được mô tả như một ông già cơ bắp với bộ đồ ninja. His character cares a lot about the Tokugawa values. Cũng nên lưu ý rằng trong OVA, hắn nói rất nhiều, trong khi các thành viên khác của nhóm này không nói câu nào cả.

Trong manga, hắn được vẽ (như các địch thủ khác của Kenshin) với kích thước (theo nghĩa đen) gấp đôi so với kích thước thật. Bộ đồ của hắn giống một bộ đồ judo hơn là một bộ đồ ninja (tương tự như Inui Banjin) và hắn rất thiếu môn đồ. Hắn là thầy của Inui Banjin và cái chết của hắn bởi tay của Kenshin được học trò của hắn sử dụng như một cái cớ để tham dự vào kế hoạch Jinchu của Enishi. Chân dung của hắn trong manga hung ác hơn (hắn nói hắn sẽ giết Tomoe sau khi đánh bại Kenshin).

## Nhân vật trong phim điện ảnhSamurai X
Nhân vật khi Kenshin cà các bạn thăm Yokohama trong phim.

#### Takatsuki Toki
- Lồng tiếng Nhật: Miyamura Yuko
- Lồng tiếng Anh: Shaneye Ferrell

Toki là em gái của Gentatsu, cô được Shigure chăm sóc sau cái chết của anh trai. Cô lớn lên và làm nghề dạy học, sau đó yêu Shigure.

#### Takatsuki Gentatsu
- Lồng tiếng Nhật: Sasaki Nozomu
- Lồng tiếng Anh: Boon Sheridan

Gentatsu là người bạn thân, người đồng chí của Shigure, và sở hữu một trực giác nhạy bén. Trong cuộc cách mạng cuối thời Mạc phủ, Shigure và Gentatsu lãnh đạo những thế lực đối địch với Himura Kenshin. Sau sự bất đồng về địa điểm tấn công, Gentatsu và Shigure chia đôi lực lượng của mình. Gentatsu bị Hiten Mitsurugi của Kenshin sát hịa trong cuộc đột kích, chỉ có Shigure là sống sót. Gentatsu cũng được gọi là Hitokiri, như Kenshin.

#### Takimi Shigure
- Lồng tiếng Nhật: Inoue Kazuhiko
- Lồng tiếng Anh: Judson L. Jones

Shigure lãnh đạo một đội quân nổi loạn tập hợp các samurai bất mãn chế đội, những người tham gia vào cuộc chiến Boshin (ít hay nhiều). Shigure đến từ Aizu, và chiến đấu trong thời Bakumatsu, như tổ chức Shinsengumi, trung thành với Shogun. Trong thời Minh Trị, Shigure lang thang khắp nơi đến nhà của những nạn nhân của cuộc chiến và trợ giúp tài chính cho họ. Shigure muốn lật đổ chính phủ Minh Trị. Hắn tin rằng chính phủ này đã tha hóa và không thể phân bổ đều sự giàu có với các tầng lớp nhân dân. Ở Tokyo, mục tiêu đầu tiên của băng đảng hắn là giết thượng khách nước Anh khi ông trên đường đến Đại sứ quán. Shigure là người duy tâm và tử tế, một nhà hùng biện cũng như một kiếm sỹ tốt. Hắn tinh thông môn Saiki Kanuma, môn phái hiệu quả nhất trong phòng và trong bóng tối.

#### Tamono Eibin
- Lồng tiếng Nhật: Kosugi Jurota
- Lồng tiếng Anh: Bill Wise

Đại úy trong quân đội Nhật, Tamono có tham vọng thay thế Tướng Yamagata trong vị trí Tổng tư lệnh quân đội. Hắn là một kẻ tàn nhẫn, không hề sợ đổ máu. Tamono tin rằng sự cao thượng trong chiến trận không thích hợp trong thời hiện đại. Viên Đại úy này hợp tác với Kajiki để tiêu diệt phong trào nổi loạn của Takimi và làm nhục Yamagata để hắn có thể chiếm được vị trí của ông trong quân đội. Tuy vậy, nhờ Kenshin Himura, hắn bị bắt giữ.

#### Musashino Yasuharu
- Lồng tiếng Nhật: Yamaguchi Kappei
- Lồng tiếng Anh: Ben Wolfe

Musashino là một kiếm sĩ trẻ tài năng trong quân phản loạn của Takimi. Anh kết bạn với Yahiko sau khi biết rằng cha của cả hai người đều hy sinh trong trân Ueno (ở đền Keneiji) trong cuộc chiến Boshin. Musashino dạy Yahiko vài chiêu võ trước khi anh bị giết trong trận chiến ở Đại sứ quán Anh ở Tokyo.

#### Kajiki Sadashiro
- Lồng tiếng Nhật: Koyasu Takehito
- Lồng tiếng Anh: Clay Towery

## Lãnh đạo
Những lãnh đạo cũ của Kenshin.

#### Yamagata Aritomo
- Lồng tiếng Nhật: Mizutani Seiji → Holly Kaneko
- Lồng tiếng Tây Ban Nha: Armando Duque (Mỹ Latinh)

Tướng quân Aritomo Yamagata(1838 - 1922), một cựu lãnh đạo của phái Chōshū, là Tổng tư lệnh quân đội Đế quốc Nhật Bản và là Bộ trưởng chiến tranh. Yamagata là một người trung thực, và một chính khách quan trọng thời Minh Trị; ông là Thủ tướng đầu tiên sau khi Hiến pháp Minh Trị được ban bố 1889. Với Tân quân của mình, ông tiêu diệt đội quân nổi dậy do Saigō Takamori lãnh đạo. Ông mất năm 1922. Viên tướng này xuất hiện vài lần trong serie; lần đầu là trong tập 3, khi ông cố vận động để Kenshin gia nhập Tân quân. Ông cũng xuất hiện trong phim Samurai X trong cuộc nổi dậy của Takimi Shigure, và lần cuối là trong Seihousen, năm 1893 trước khi sự kiện Nisshin (Chiến tranh Nhật-Trung lần thứ nhất) diễn ra.

#### Okubo Toshimichi
- Lồng tiếng Nhật: Sakaguchi Yoshisada
- Lồng tiếng Anh: Doug Stone

Trong lịch sử, Okubo Toshimichi (1830-1878) là một trong 5 lãnh tụ tinh thần của Ishin Shishi – và là 3 người cuối cùng đạt đến tột đỉnh vinh quàng trong chính quyền. Ông sống lâu hơn Katsura và Saigō Takamori. Ông là lãnh đạo của phái Satsuma, phe ủng hộ cho sự phục hồi quyền lực của Hoàng đế. Ông là người đàn áp cuộc nổi loạn Satsuma năm 1877, do người bạn học cũ của Ōkubo là Saigō Takamori lãnh đạo. Trong Rurouni Kenshin, Ōkubo xuất hiện để nhờ Kenshin giúp đỡ giải quyết cuộc nổi loạn của Shishio. Trong đời thực, Ōkubo bị 6 tên phản tặc sát hại trên đường đến Tokyo vào 14-5 năm 1878. Trong seri Kenshin, Seta Sōjirō mới là người sát hại ông; mấy tay kiếm sỹ chỉ tuyên bố nhận trách nhiệm.

#### Kawaji Toshiyoshi
- Lồng tiếng Nhật: Shiga Katsuya
- Lồng tiếng Anh: Joey Lotsko
- Lồng tiếng Tây Ban Nha: Mario Gutiérrez (Mỹ Latinh)

Dựa trên một nhân vật lịch sử, Sĩ quan Cảnh sát Toshiyoshi Kawaji (1834-1879) là một thành viên của phái Satsuma. Anh đóng một vai trò khá chủ động trong sự nghiệp của phái Satsuma trong cuộc Cách mạng và chiến đấu chống lại Cuộc nổi loạn Satsuma do một cựu thủ lĩnh của mình, Saigō Takamori, lãnh đạo. Vì Kawaji đã cố công cách tân hệ thống cảnh sát sau khi thời Minh Trị bắt đầu, ông được mệnh danh là "Cha của cảnh sát Nhật Bản."